# Britse bezettingszone in Duitsland
De Britse bezettingszone (Engels: British Zone of Occupation, Duits: Britische Besatzungszone) was een van de vier bezettingszones, waarin Duitsland na de Tweede Wereldoorlog door de geallieerde overwinnaars in juli 1945 werd opgedeeld.
In 1945 en 1946 werd de oude Duitse bestuursstructuur vervangen door de deelstaten Nedersaksen, Noordrijn-Westfalen, Sleeswijk-Holstein en Hamburg.
Op 2 december 1946 ondertekenden de Britse minister van Buitenlandse Zaken Ernest Bevin en zijn Amerikaanse collega James F. Byrnes in New York een verdrag dat de Britse en Amerikaanse zone samenvoegde tot Bizone. Op 1 januari 1947 trad het verdrag in werking.
Vanaf augustus 1948 werkte ook Frankrijk mee en ontstond de Trizone, die op 23 mei 1949 overging in de Bondsrepubliek Duitsland.

## Bestuur
Het Britse militaire bewind had de officiële naam Control Commission for Germany/British Element. De militaire gouverneurs waren:
- Sir Bernard Law Montgomery, mei 1945 - 30 april 1946
- William Sholto Douglas, 1 mei 1946 - 31 oktober 1947
- Sir Brian Hubert Robertson, 1 november 1947 - 1949